# Трудна любов (сериал)
„Трудна любов“ (на испански: Amores de mercado) е колумбийска теленовела от 2006 г. на телевизионната компания Телемундо.

## Актьорски състав
- Майкъл Браун – Диего Валдес „Мълнията“
- Паола Рей – Лусия Мартинес
- Маурисио Ислас – Фернандо Лейра/Антонио Аламо
- Хорхе Као – Нестор Саватер
- Хуан Пабло Шук – Мануел Медрано
- Ванеса Вийела – Моника/Ракел Саватер
- Дидер ван дер Хове – Енрике Гутиерес
- Салвадор дел Солар – Еулалио Окандо
- Лули Боса – Мерседес Мартинес
- Хулио дел Мар – Бенхамин Салинас
- Силвио Анхел – Луис Лейра
- Силвия де Диос – Фани
- Раул Гутиерес – Отец Пабло
- Кристиан Тапан – Херардо
- Джули Жилиберти – Кристина Морено
- Кармен Виялобос – Бети Гутиерес
- Диана Нейра – Андрея Гутиерес
- Наталия Бедоя – Хулиета
- Леонор Аранго – Мария Елвира Санчес
- Шармел Алтамирано – Марта
- Алфредо Анерт – Иринео
- Рамон Кабрер – Хулио
- Дафне Падия/Андрея Монтенегро – Лаура Морено

## В България
В България теленовелата е излъчена през 2006-2007 г. по bTV всеки делничен ден от 11:00. Ролите се озвучават от Венета Зюмбюлева, Ангелина Славова, Сава Пиперов, Димитър Иванчев и Станислав Димитров.